# Нижнее Атыково
Ни́жнее А́тыково (чув. Пӑлаҫи Атӑк) — деревня в Батыревском районе Чувашской Республики. Входит в состав Первомайского сельского поселения.

## География
Находится в юго-восточной части Чувашии на расстоянии приблизительно 12 км на запад по прямой от районного центра села Батырево.

## История
Известна с 1721 года, когда здесь было 27 жителей мужского пола. Основана переселенцами из Сундырской волости Кокшайского уезда (ныне Мариинско-Посадского района). В 1795 году учтено 11 дворов, 92 человека, в 1869 году — 132 человека, в 1897 — 37 дворов, 228 человек, в 1926 — 61 двор, 374 человека, в 1939 году — 387 человек, в 1979 году — 386 чел. В 2002 году 88 дворов, в 2010 — 75 домохозяйств. 2002 — 88 дворов, 2010 — 75 домохозяйств. В годы коллективизации образован колхоз «Шлип-Шур», в 2010 году работало СХА «Малалла».

## Население
Население составляло 267 человек (чуваши 100 %) в 2002 году, 227 в 2010.